# 地福駅
地福駅（じふくえき）は、山口県山口市阿東地福上字惣原にある、西日本旅客鉄道（JR西日本）山口線の駅である。

## 歴史
- 1918年（大正7年）11月3日：鉄道院山口線三谷駅 - 徳佐駅間延伸時に開設[1][2]。
- 1971年（昭和46年）8月10日：貨物取扱廃止[2][3]。
- 1984年（昭和59年）2月1日：荷物扱い廃止[2]、無人駅化[4]。
- 1987年（昭和62年）4月1日：国鉄分割民営化に伴い、JR西日本に移管[2][5]。
- 2013年（平成25年）7月28日：豪雨災害に伴い山口線が被災、当駅を含む全線が一時運休となった。

（※2013年8月5日までに当駅 - 新山口駅間、同年11月16日に益田駅 - 津和野駅間が運行再開。なお、津和野駅 - 当駅間は2014年8月23日に運転再開した）

## 駅構造
島式ホーム1面2線を有する列車交換可能な地上駅。駅舎は上り線南側益田寄りにあり、ホームへは構内踏切で連絡している。
新山口駅管理の無人駅。自動券売機等の設備は無い。

### のりば
| ホーム      | 路線    | 方向 | 行先             |
| ----------- | ------- | ---- | ---------------- |
| 駅舎側（1） | ■山口線 | 上り | 山口・新山口方面 |
| 反対側（2） | ■山口線 | 下り | 津和野・益田方面 |

- 実際には上記ののりば番号はない。上記番号は列車運転指令上の番線番号である。また、どちらのホームも両方向の進入・出発に対応している。なお、当駅は行き違い設備を備えているが、安全側線は敷設されていない。

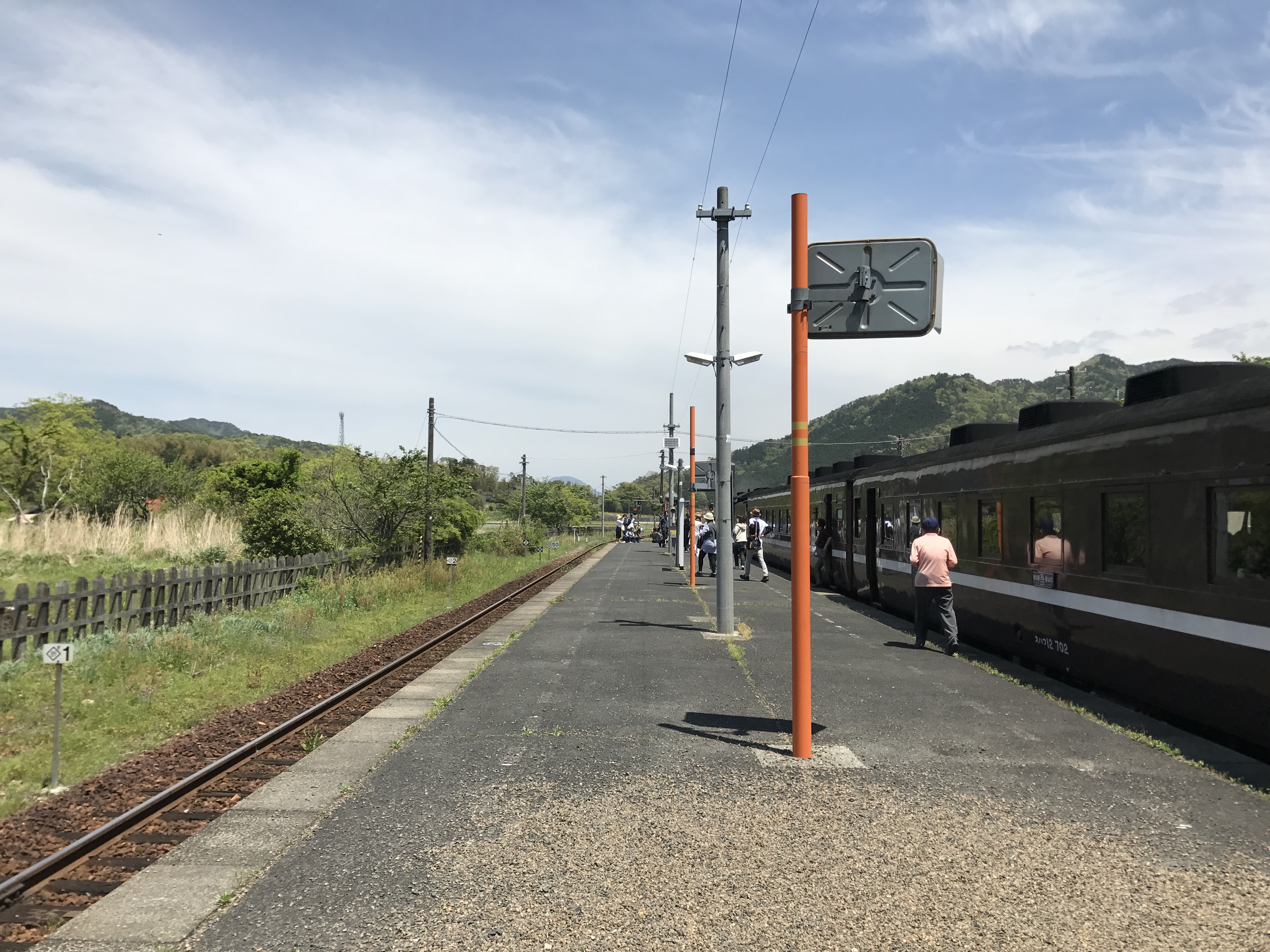
ホーム（2017年5月）
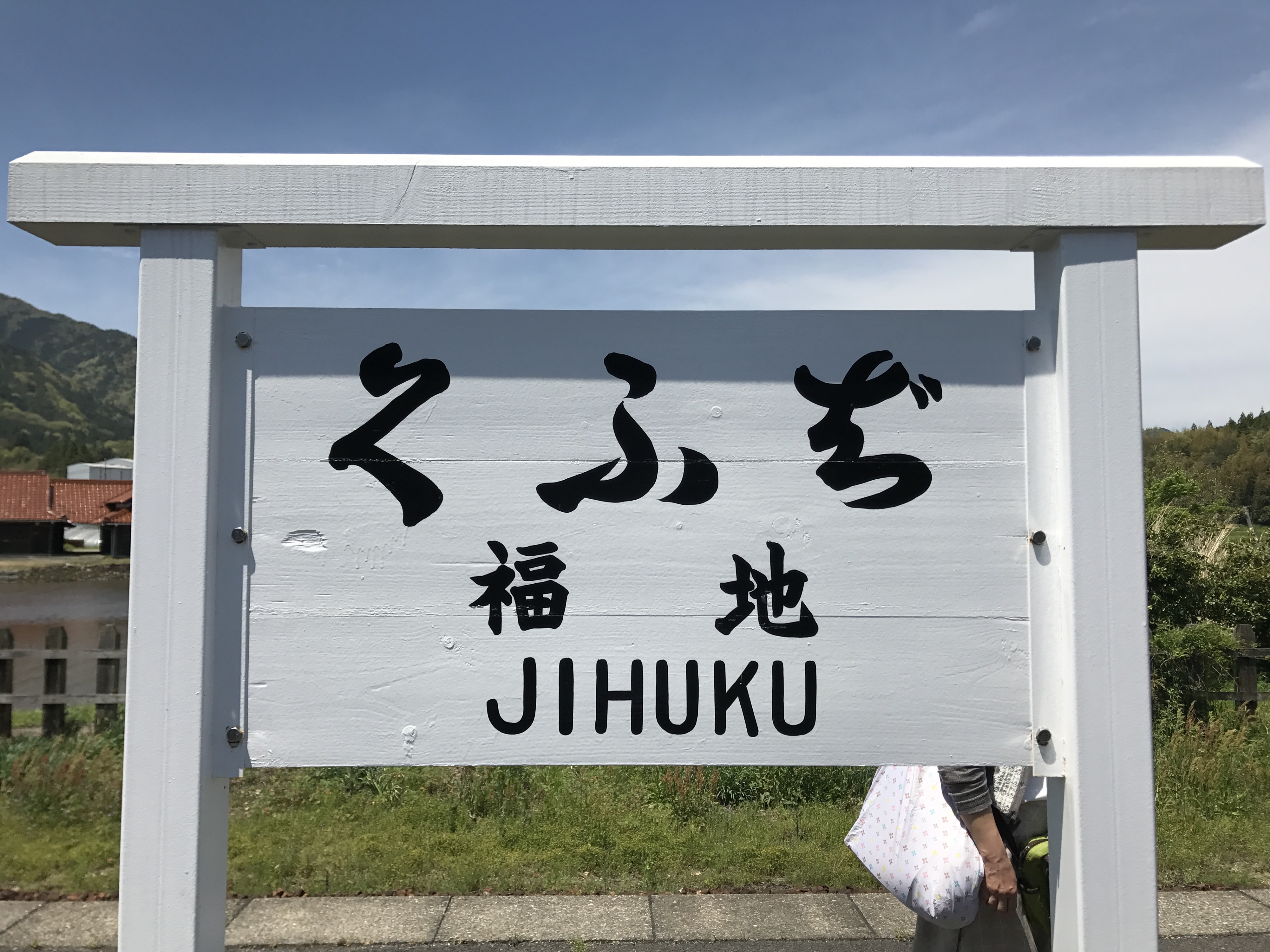
観光用駅名標（2017年5月）

## 利用状況
近年の1日平均乗車人員の推移は以下の通り。
| 乗車人員推移 | 乗車人員推移 |
| 年度         | 1日平均人数  |
| ------------ | ------------ |
| 1999         | 84           |
| 2000         |              |
| 2001         | 67           |
| 2002         | 61           |
| 2003         | 66           |
| 2004         | 61           |
| 2005         | 50           |
| 2006         | 43           |
| 2007         | 41           |
| 2008         | 40           |
| 2009         | 40           |
| 2010         | 39           |
| 2011         | 37           |
| 2012         | 32           |
| 2013         | 39           |
| 2014         | 46           |
| 2015         | 30           |
| 2016         | 25           |
| 2017         | 24           |
| 2018         | 22           |
| 2019         | 20           |
| 2020         | 15           |
| 2021         | 13           |
| 2022         | 10           |

## 駅周辺
山間にある駅であり、田畑が大きく広がる。駅とそこから少し離れた西側にある中学校付近に民家が多く建っている。駅から少し離れた南側を阿武川が流れ、その近くを国道9号が通る。国道から路地に入ると養蜂園を経て、山田神社（天神社）に至る。駅北側には「しもせりんご村」（観光農園）や地福八幡宮があるが、ともに駅からやや離れた所にある。
- 地福郵便局
- 山口市立阿東中学校
- 地福八幡宮
- 山田神社（天神社）
- さがら養蜂園
- 国道9号
- 山口県道311号篠目徳佐下線
- 阿武川

## 隣の駅
※臨時快速「SLやまぐち号」が下り（津和野行）に限り停車する。その隣の停車駅は列車記事参照。
西日本旅客鉄道（JR西日本）
■山口線
名草駅 - 地福駅 - 鍋倉駅